# Grenada i olympiska sommarspelen 2016
Grenada deltog med sju deltagare vid de olympiska sommarspelen 2016 i Rio de Janeiro. Ingen av landets deltagare erövrade någon medalj.

## Medaljörer
| Medalj | Namn         | Sport     | Gren            | Datum           |
| ------ | ------------ | --------- | --------------- | --------------- |
| Silver | Kirani James | Friidrott | Herrarnas 400 m | 14 augusti 2016 |

## Friidrott
Förkortningar
- Notera– Placeringar avser endast det specifika heatet.
- Q = Tog sig vidare till nästa omgång
- q = Tog sig vidare till nästa omgång som den snabbaste förloraren eller, i fältgrenarna, genom placering utan att nå kvalgränsen
- NR = Nationellt rekord
- N/A = Omgången fanns inte i grenen
- Bye = Idrottaren behövde inte tävla i omgången

Herrar
Bana och väg
| Idrottare     | Gren                | Heat     | Heat      | Semifinal | Semifinal | Final    | Final     |
| Idrottare     | Gren                | Resultat | Placering | Resultat  | Placering | Resultat | Placering |
| ------------- | ------------------- | -------- | --------- | --------- | --------- | -------- | --------- |
| Kirani James  | Herrarnas 400 meter | 44,93    | 1 Q       | 44,02     | 1 Q       | 43,76    | 2         |
| Bralon Taplin | Herrarnas 400 meter | 45,15    | 1 Q       | 44,44     | 1 Q       | 44,45    | 7         |

Kombinerade grenar – Herrarnas tiokamp
| Friidrottare  | Gren     | 100 m | LH   | KS    | HH   | 400 m | 110H  | DK    | SH   | SK    | 1500 m  | Final | Placering |
| ------------- | -------- | ----- | ---- | ----- | ---- | ----- | ----- | ----- | ---- | ----- | ------- | ----- | --------- |
| Lindon Victor | Resultat | 10,83 | 7,11 | 14,80 | 1,98 | 49,80 | 15,74 | 53,24 | 4,40 | 63,54 | 4:44,73 | 7998  | 16        |
| Lindon Victor | Poäng    | 899   | 840  | 777   | 785  | 824   | 762   | 938   | 731  | 791   | 651     | 7998  | 16        |

Damer
Bana och väg
| Idrottare      | Gren               | Heat     | Heat      | Semifinal        | Semifinal        | Final            | Final            |
| Idrottare      | Gren               | Resultat | Placering | Resultat         | Placering        | Resultat         | Placering        |
| -------------- | ------------------ | -------- | --------- | ---------------- | ---------------- | ---------------- | ---------------- |
| Kanika Beckles | Damernas 400 meter | 52,41    | 5         | Gick inte vidare | Gick inte vidare | Gick inte vidare | Gick inte vidare |

## Simning
| Simmare           | Gren                     | Heat    | Heat      | Semifinal        | Semifinal        | Final            | Final            |
| Simmare           | Gren                     | Tid     | Placering | Tid              | Placering        | Tid              | Placering        |
| ----------------- | ------------------------ | ------- | --------- | ---------------- | ---------------- | ---------------- | ---------------- |
| Corey Ollivierre  | Herrarnas 100 m bröstsim | 1.08,68 | 46        | Gick inte vidare | Gick inte vidare | Gick inte vidare | Gick inte vidare |
| Oreoluwa Cherebin | Damernas 100 m fjärilsim | 1.10,40 | 41        | Gick inte vidare | Gick inte vidare | Gick inte vidare | Gick inte vidare |